# Minder Frigyes
Minder Frigyes (Budapest, 1880. október 28. – Budapest, 1968. június 23.) labdarúgó, a magyar labdarúgó-válogatott szövetségi kapitánya, nemzeti játékvezető, jégkorong bíró, sportvezető.  1927–1933 között a jégkorong válogatott kapitányi posztját is betöltötte. Apja Minder András, az első budapesti gőzmalom építője, fia Minder Sándor jégkorongozó. 1900-tól 1925-ig a postafelügyelőként dolgozott.

## Pályafutása

### Klubcsapatban
1897–1900 között a Budai Futballcsapatok, 1900–1902 között az első magyar bajnokcsapatnak, a Budapesti TC játékosa. 1901-ben a BTC első bajnokcsapatának tagja. 1903–1908 között a Postás SE labdarúgója, balösszekötője volt. Gyors, munkabíró csatár összjátékra törekedett, ami akkoriban úttörő játékfelfogásnak számított.

### A válogatottban
1903-ban a Csehország (2–1) ellen egyszer volt válogatott és győztes góljával alakult ki a végső eredmény.

### Szövetségi kapitányként
Mielőtt a Magyar Labdarúgó-szövetség (MLSZ) megindította volna a nemzetek közötti mérkőzéseket, több alkalmi mérkőzést játszott a magyar válogatott. Először nem volt szövetségi kapitány, még válogató bizottság sem, a kiküldöttek tanácsa állította össze a csapatot. A rendszeres nemzetközi mérkőzéseknél már nehézkesnek bizonyult a szavazás, mert nem a legjobbakat hozta össze a csapatba. A bizottsági válogatók mellé kapitányt választottak, aki intézte a kijelölt csapat sorsát. Tárgyilagosság hiányában a válogató bizottság megszűnt, ezért a legjobbnak tartott szakemberre bízták a válogatást, ő lett a szövetségi kapitány. A szövetségen belüli – hatalmi – irányvonalaknak köszönhetően egy-egy vereség után a válogató bizottság vissza-vissza tért.
Rekorderként négy időszakban volt a válogatott szövetségi kapitánya, több válogató bizottság kapitánya volt. 1908 és 1911 között 13, 1914 és 1917 között 14, 1919-ben 2, 1930-ban 4, összesen 33 mérkőzésen irányította a nemzeti tizenegyet. Mérleg 18 győzelem, 5 döntetlen és 10 vereség volt. Ő vezette a magyar labdarúgó válogatott első külföldi túráját 1911 januárjában, amikor a híres keménykalapos, frakkos csapat körbejárta Európát.

1927 és 1933 között a Magyar férfi jégkorong-válogatott szövetségi kapitánya volt.

### Labdarúgó-játékvezetőként
Játékvezetésből 1903-ban Budapesten az MLSZ Bíróvizsgáló Bizottság (BB) előtti elméleti és gyakorlati vizsgát tett. Vizsgatársai között szerepelt Herczog Ede, Gillemot Ferenc, Stobbe Ferenc és sokan mások a labdarúgás hőskorából. Az MLSZ által üzemeltetett bajnokságokban tevékenykedett. AZ MLSZ BB javaslatára NB II-es, majd 1904-től NB I-es bíró. Küldési gyakorlat szerint rendszeres partbírói szolgálatot is végzett. 1904–1908 között a futballbíráskodás második generációjának legjobb játékvezetői között tartják nyilván. A nemzeti játékvezetéstől 1909-ben sportvezetői tevékenysége miatt visszavonult. NB I-es mérkőzéseinek száma: 8.
| Időpont           | Helyszín                           | Mérkőzés típusa          | Mérkőzés                    | Eredmény | Nézők száma |
| ----------------- | ---------------------------------- | ------------------------ | --------------------------- | -------- | ----------- |
| 1904. október 2.  | Margitszigeti Sportpálya, Budapest | első NB I-es mérkőzése   | MAC–MAFC                    | 3 – 0    | Zárt kapus  |
| 1909. március 28. | Hölgy utcai pálya, Budapest        | utolsó NB I-es mérkőzése | Bp. Törekvés SE–Fővárosi TC | 2 – 3    | Zárt kapus  |

### Sportvezetőként
1914-től 1918-ig és 1925-től 1944-ig az MLSZ háznagya volt. 1910-től a Budapesti Korcsolyázó Egylet (BKE) jéglabdázója, 1930-tól 1945-ig a Magyar Golf Club (MGC) titkára, a Magyar Jéghockey Szövetség igazgatója volt. A Nemzetközi Jégkorong Szövetség (IHF) első magyarországi képviselője, valamint az első magyar nyelvű jégkorongos szakkönyv szerzője.

## Szakmai sikerek
- Magyar bajnokság
  - bajnok : 1901

## Művei
- Jéghoki; Wodianer, Bp., 1930 (Téli sportok)

## Statisztika

### Mérkőzése a válogatottban
| Magyarország | Magyarország     | Magyarország               | Magyarország | Magyarország | Magyarország | Magyarország | Magyarország | Magyarország |
| #            | Dátum            | Helyszín                   | Hazai        | Eredmény     | Vendég       | Kiírás       | Gólok        | Esemény      |
| ------------ | ---------------- | -------------------------- | ------------ | ------------ | ------------ | ------------ | ------------ | ------------ |
| 1.           | 1903. április 5. | Budapest, Millenáris-pálya | Magyarország | 2 – 1        | Csehország   | barátságos   | 1            | 78'          |
|              | Összesen         |                            |              | 1            | mérkőzés     |              | 1            | gól          |

### Mérkőzései szövetségi kapitányként
Első időszak
| Magyarország | Magyarország      | Magyarország                | Magyarország  | Magyarország | Magyarország | Magyarország | Magyarország | Magyarország |
| #            | Dátum             | Helyszín                    | Hazai         | Eredmény     | Vendég       | Kiírás       | Gólok        | Esemény      |
| ------------ | ----------------- | --------------------------- | ------------- | ------------ | ------------ | ------------ | ------------ | ------------ |
| 1.           | 1908. november 1. | Budapest, Millenáris-pálya  | Magyarország  | 5 – 3        | Ausztria     | barátságos   | -            |              |
| 2.           | 1909. április 4.  | Budapest, Millenáris-pálya  | Magyarország  | 3 – 3        | Németország  | barátságos   | -            |              |
| 3.           | 1909. május 2.    | Bécs, Cricketer-pálya       | Ausztria      | 3 – 4        | Magyarország | barátságos   | -            |              |
| 4.           | 1909. május 29.   | Budapest, Millenáris-pálya  | Magyarország  | 2 – 4        | Anglia       | barátságos   | -            |              |
| 5.           | 1909. május 30.   | Budapest, Millenáris-pálya  | Magyarország  | 1 – 1        | Ausztria     | barátságos   | -            |              |
| 6.           | 1909. május 31.   | Budapest, Millenáris-pálya  | Magyarország  | 2 – 8        | Anglia       | barátságos   | -            |              |
| 7.           | 1909. november 7. | Budapest, Millenáris-pálya  | Magyarország  | 2 – 2        | Ausztria     | barátságos   | -            |              |
| 8.           | 1910. május 1.    | Bécs, Hohe Warte            | Ausztria      | 2 – 1        | Magyarország | barátságos   | -            |              |
| 9.           | 1910. május 26.   | Budapest, Millenáris-pálya  | Magyarország  | 6 – 1        | Olaszország  | barátságos   | -            |              |
| 10.          | 1910. november 6. | Budapest, Millenáris-pálya  | Magyarország  | 3 – 0        | Ausztria     | barátságos   | -            |              |
| 11.          | 1911. január 1.   | Párizs, Stade du CAP        | Franciaország | 0 – 3        | Magyarország | barátságos   | -            |              |
| 12.          | 1911. január 6.   | Milánó, Stadio Civico Arena | Olaszország   | 0 – 1        | Magyarország | barátságos   | -            |              |
| 13.          | 1911. január 8.   | Zürich                      | Svájc         | 2 – 0        | Magyarország | barátságos   | -            |              |
|              | Összesen          |                             |               | -            | mérkőzés     |              | -            | gól          |

Második időszak
| Magyarország | Magyarország      | Magyarország                    | Magyarország | Magyarország | Magyarország | Magyarország | Magyarország | Magyarország |
| #            | Dátum             | Helyszín                        | Hazai        | Eredmény     | Vendég       | Kiírás       | Gólok        | Esemény      |
| ------------ | ----------------- | ------------------------------- | ------------ | ------------ | ------------ | ------------ | ------------ | ------------ |
| 14.          | 1914. november 8. | Bécs, WAC-Platz                 | Ausztria     | 1 – 2        | Magyarország | barátságos   | -            |              |
| 15.          | 1915. május 2.    | Budapest, Hungária körúti pálya | Magyarország | 2 – 5        | Ausztria     | barátságos   | -            |              |
| 16.          | 1915. május 30.   | Bécs, WAC-Platz                 | Ausztria     | 1 – 2        | Magyarország | barátságos   | -            |              |
| 17.          | 1915. október 3.  | Bécs, WAC-Platz                 | Ausztria     | 4 – 2        | Magyarország | barátságos   | -            |              |
| 18.          | 1915. november 7. | Budapest, Üllői úti pálya       | Magyarország | 6 – 2        | Ausztria     | barátságos   | -            |              |
| 19.          | 1916. május 7.    | Bécs, WAC-Platz                 | Ausztria     | 3 – 1        | Magyarország | barátságos   | -            |              |
| 20.          | 1916. június 4.   | Budapest, Hungária körúti pálya | Magyarország | 2 – 1        | Ausztria     | barátságos   | -            |              |
| 21.          | 1916. október 1.  | Budapest, Üllői úti pálya       | Magyarország | 2 – 3        | Ausztria     | barátságos   | -            |              |
| 22.          | 1916. november 5. | Bécs, WAC-Platz                 | Ausztria     | 3 – 3        | Magyarország | barátságos   | -            |              |
| 23.          | 1917. május 6.    | Bécs, WAC-Platz                 | Ausztria     | 1 – 1        | Magyarország | barátságos   | -            |              |
| 24.          | 1917. június 3.   | Budapest, Hungária körúti pálya | Magyarország | 6 – 2        | Ausztria     | barátságos   | -            |              |
| 25.          | 1917. július 15.  | Bécs, WAC-Platz                 | Ausztria     | 1 – 4        | Magyarország | barátságos   | -            |              |
| 26.          | 1917. október 7.  | Budapest, Üllői úti pálya       | Magyarország | 2 – 1        | Ausztria     | barátságos   | -            |              |
| 27.          | 1917. november 4. | Bécs, WAC-Platz                 | Ausztria     | 1 – 2        | Magyarország | barátságos   | -            |              |
|              | Összesen          |                                 |              | -            | mérkőzés     |              | -            | gól          |

Harmadik időszak
| Magyarország | Magyarország      | Magyarország                    | Magyarország | Magyarország | Magyarország | Magyarország | Magyarország | Magyarország |
| #            | Dátum             | Helyszín                        | Hazai        | Eredmény     | Vendég       | Kiírás       | Gólok        | Esemény      |
| ------------ | ----------------- | ------------------------------- | ------------ | ------------ | ------------ | ------------ | ------------ | ------------ |
| 28.          | 1919. október 5.  | Bécs, WAC-Platz                 | Ausztria     | 2 – 0        | Magyarország | barátságos   | -            |              |
| 29.          | 1919. november 9. | Budapest, Hungária körúti pálya | Magyarország | 3 – 2        | Ausztria     | barátságos   | -            |              |
|              | Összesen          |                                 |              | -            | mérkőzés     |              | -            | gól          |

Negyedik időszak
| Magyarország | Magyarország         | Magyarország                    | Magyarország | Magyarország | Magyarország | Magyarország | Magyarország | Magyarország |
| #            | Dátum                | Helyszín                        | Hazai        | Eredmény     | Vendég       | Kiírás       | Gólok        | Esemény      |
| ------------ | -------------------- | ------------------------------- | ------------ | ------------ | ------------ | ------------ | ------------ | ------------ |
| 30.          | 1930. június 1.      | Budapest, Hungária körúti pálya | Magyarország | 2 – 1        | Ausztria     | barátságos   | -            |              |
| 31.          | 1930. június 8.      | Budapest, Üllői úti pálya       | Magyarország | 6 – 2        | Hollandia    | barátságos   | -            |              |
| 32.          | 1930. szeptember 21. | Bécs, Hohe Warte                | Ausztria     | 2 – 3        | Magyarország | barátságos   | -            |              |
| 33.          | 1930. szeptember 28. | Drezda, Ostragehege             | Németország  | 5 – 3        | Magyarország | barátságos   | -            |              |
|              | Összesen             |                                 |              | -            | mérkőzés     |              | -            | gól          |

## Külső hivatkozások
- Minder Frigyes. focibiro.hu. [2016. május 2-i dátummal az eredetiből archiválva]. (Hozzáférés: 2016. május 13.)
- Minder Frigyes. huszadikszazad.hu. (Hozzáférés: 2016. május 13.)
- Minder Frigyes. faceto.hu. [2016. augusztus 15-i dátummal az eredetiből archiválva]. (Hozzáférés: 2016. május 13.)
- Minder Frigyes. faceto.hu. (Hozzáférés: 2016. május 13.)
- Minder Frigyes. labdarugo.be. (Hozzáférés: 2016. május 13.)
- Minder Frigyes játékvezetői adatlapja a Nemzeti Labdarúgó Archívum oldalán

| Elődje: Kezdet | Jégkorong szövetségi kapitány 1927–1933 | Utódja: John Dewar (kanadai) |